# Władysław Prymka
Władysław Prymka (ur. 5 czerwca 1895 w Poznaniu, zm. 29 czerwca 1963 w Trzemesznie) – polski piłkarz, napastnik.

## Kariera klubowa
W pierwszej drużynie Warty występował od 1913 roku. Wziął udział w mistrzostwach Wielkopolski zorganizowanych przez Związek Polskich Towarzystw Sportowych w roku 1914 i zajął w nich wraz z Wartą pierwsze miejsce. Uczestniczył też w podobnych rozgrywkach w roku 1919. W latach 1921–1922 rozegrał 15 meczów w finałach mistrzostw Polski i zdobył w nich 5 goli.

## Kariera reprezentacyjna
W reprezentacji Polski wystąpił tylko raz, w rozegranym 3 września 1922 spotkaniu z Rumunią, które Polska zremisowała 1:1. Był wówczas piłkarzem Warty Poznań.

### Mecze w reprezentacji Polski w kadrze A
| L.p. | Data            | Miejsce           | Miejsce    | Gospodarz | Wynik | Gość   | Rodzaj rozgrywek | Uwagi | Źródło      |
| L.p. | Data            | Stadion           | Miasto     | Gospodarz | Wynik | Gość   | Rodzaj rozgrywek | Uwagi | Źródło      |
| ---- | --------------- | ----------------- | ---------- | --------- | ----- | ------ | ---------------- | ----- | ----------- |
| 1    | 3 września 1922 | Stadionul Maccabi | Czerniowce | Rumunia   | 1:1   | Polska | Mecz towarzyski  | –     | [ 1 ] [ 2 ] |